# Adam Maurizio
 (mai 2019).
Si vous disposez d'ouvrages ou d'articles de référence ou si vous connaissez des sites web de qualité traitant du thème abordé ici, merci de compléter l'article en donnant les références utiles à sa vérifiabilité et en les liant à la section « Notes et références ».
Adam Maurizio était un botaniste suisse, spécialiste de technologie alimentaire et d'histoire culturelle, né le 26 septembre 1862 à Cracovie et mort le 4 mars 1941 à Liebefeld près de Berne. Il a acquis une reconnaissance internationale pour ses travaux sur l'histoire de l'alimentation végétale.

## Biographie
Adam Maurizio est issu d'une famille en vue du canton des Grisons. Comme de nombreux Suisses du XIXe siècle, son père a émigré en Pologne vers 1850. Il tenait une confiserie à Cracovie. C'est là qu'Adam Maurizio est né en 1862 en tant que citoyen suisse. Il a fréquenté l'école publique à Cracovie, mais en a ensuite été exclu à la suite de problèmes politiques. À partir de 1883, il réside en Suisse où il fréquente les collèges de Coire et de Winterthour. Il étudie ensuite les sciences naturelles, et particulièrement la botanique, à partir de 1888 dans les universités de Zürich, Genève et Berne. En 1894, il obtient une thèse de l'université de Berne sur les Saprolegnia. En même temps, il obtient son brevet d'enseignement secondaire.
Une fois ses diplômes obtenus, Maurizio a enseigné les sciences naturelles dans plusieurs écoles. En 1896, il devient assistant de recherche en physiologie végétale et pathologie à la station de recherche de Wädenswil. Il s'y consacre surtout à la recherche sur les matières premières végétales, la meunerie et les fourrages. Pour ces travaux, il a bénéficié du soutien constant du botaniste berlinois Ludwig Wittmack, dont il a été un temps l'assistant.
En 1900, Maurizio devient assistant en recherches botaniques au centre de recherches en chimie agricole de Zürich. Avec ses travaux scientifiques déjà publiés, il obtient son habilitation à l'université de Zürich en 1903 et son venia legendi  (droit de faire un cours) en botanique technique. En tant que Privatdozent, il a donné des cours et s'est fait remarquer par de nombreuses conférences sur l'agriculture suisse.
À l'automne 1907, Maurizio est nommé professeur de botanique et de technologie végétale à l'École supérieure technique de Lemberg (Lvov), où il a travaillé jusqu'à sa retraite en 1923. Il a vécu les premières années de sa retraite à  Bromberg (Bydgoszcz). En 1927, il a été nommé professeur émérite à la Faculté de pharmacie de l'université de Varsovie. Mais il n'a pu exercer ses fonctions d'enseignement que de façon limitée, du fait d'un problème oculaire. Il est rentré en Suisse en 1935, et a vécu jusqu'à sa mort à Liebefeld près de Berne.
La fille de Maurizio, Anna Maurizio (1900–1993), était une chercheuse en apiculture reconnue internationalement.

## Domaines de recherche
Peu de temps après ses études, Maurizio a changé d'orientation, passant de la botanique scientifique à la botanique appliquée. À partir de 1900, il a centré son activité de recherche sur la technologie et la physiologie des céréales et de leurs produits. Particulièrement utiles à la boulangerie ont été les résultats de ses expériences, où il s'est efforcé de quantifier l'estimation restée jusqu'alors empirique de la panifiabilité des farines de blé. La première récapitulation de ces études est  parue en 1903 sous le titre "Getreide, Mehl und Brot" chez Paul Parey à Berlin. En 1909 a suivi "Die Müllerei und Bäckerei " et en 1917/199 son livre en deux volumes "Die Nahrungsmittel aus Getreide" (2e édition 1924/1926).
Son travail intensif sur les aspects technologiques de la transformation des céréales a conduit Maurizio à accorder de plus en plus d'attention à l'évolution historique des aliments. Dans son livre "Die Getreide-Nahrung im Wandel der Zeiten" paru en 1916, il décrit ce qui était jusqu'alors un domaine professionnel sous l'angle de l'histoire culturelle et de l'ethnographie. Fruit de nombreuses recherches historiques et données de terrain, est parue en 1927 son œuvre la plus importante, "Die Geschichte unserer Pflanzennahrung von den Urzeiten bis zur Gegenwart". Ce livre est le seul à avoir été traduit en français en 1932, sous le titre Histoire de l'alimentation végétale depuis la préhistoire jusqu'à nos jours. Il n'a jamais été traduit en anglais. Ce premier panorama d'ensemble scientifiquement fondé sur l'histoire mondiale de l'alimentation a procuré une réputation internationale à Maurizio en tant qu'historien des techniques. Avec sa thèse centrale que chaque étape de l'agriculture produit une forme particulière d'alimentation et son point de vue interdisciplinaire, il a ouvert de nouvelles pistes de recherche pour l'ethnographie, l'histoire et la géographie de l'agriculture. Une des meilleures recensions de ce livre et de sa signification pour la géographie de l'agriculture a été publiée par l'historien Richard Krzymowski en 1929 dans les "Landwirtschaftlichen Jahrbüchern".
Maurizio a consacré les quinze dernières années de sa vie entièrement à l'histoire culturelle de l'alimentation humaine. Parmi les publications de cette période de travail, on citera "Geschichte der gegorenen Getränke" paru en 1933. La bibliographie de Maurizio comprend plus de 120 publications, dont de nombreuses en polonais. Au titre de ses synthèses très documentées et écrites de façon captivante, on notera sa dernière publication en 1939 "Die pflanzliche Ernährung in Hungerszeiten, auf Grund von eigenen Erfahrungen in Osteuropa".

## Publications
- 1894. Zur Entwickelungsgeschichte und Systematik der Saprolegnieen. Diss. phil. Univ. Bern. [Le développement et la systématique des Saprolegnia].
- 1902. Die Backfähigkeit des Weizens und ihre Bestimmung. In: Landwirtschaftliche Jahrbücher, tome 31,, pp. 179-234, 3 tableaux. Tiré à part. [La panifiabilité du blé et son évaluation].
- 1903. Getreide, Mehl und Brot. Ihre botanischen, chemischen und physikalischen Eigenschaften, hygienisches Verhalten, sowie ihre Beurteilung und Prüfung. Handbuch zum Gebrauche in Laboratorien und zum Selbstunterricht für Chemiker, Müller, Bäcker, Botaniker und Landwirte. Berlin, Paul Parey. [Les céréales, la farine et le pain. Leurs caractéristiques botaniques, chimiques et physiques, leut teneur nutritionnelle, ainsi que leur estimation et analyse. Manuel pour les laboratoires et les études personnelles des chimistes, des meuniers, des boulangers, des botaniques et des agriculteurs].
- 1908. Kraftfuttermittel. Verlag Jänecke Hannover  = Bibliothek der gesamten Landwirtschaft vol. 51. [Fourrages riches en énergie]. en ligne à l'université de Dusseldorf.
- 1909. Die Müllerei und Bäckerei. Hannover, Jänecke. Bibliothek der gesamten Landwirtschaft vol. 41. [La meunerie et la boulangerie].
- 1916. Die Getreide-Nahrung im Wandel der Zeiten. Zürich, Orell Füssli. [Les aliments céréaliers dans l'histoire].
- 1917-1919. Die Nahrungsmittel aus Getreide. Verlag Paul Parey Berlin, vol. 1, 1917; vol. 2, 1919; 2e ed. ebd. vol. 1, 1924, vol. 2 1926. [Les aliments céréaliers].
- 1926. Pożywienie roślinne i rolnicstwo w rozwoju dziejowym [Aliments végétaux et agriculture au cours de l'histoire]. Varsovie.
- 1927. Die Geschichte unserer Pflanzennahrung von den Urzeiten bis zur Gegenwart. Berlin, Paul Parey.
- 1931. Maurizzio (sic) A., Histoire de l'alimentation végétale chez l'Homme. Revue de botanique appliquée et d'agriculture coloniale, 11(115): 159-168. doi : 10.3406/jatba.1931.4968 en ligne sur Persée
- 1932. Histoire de l'alimentation végétale depuis la préhistoire jusqu'à nos jours. Trad. par F. Gidon. Paris, Payot. 664 p. Version en ligne sur Pl@ntUse.
- 1933. Geschichte der gegorenen Getränke. Verlag Paul Parey . – Reprint Sändig, Wiesbaden/Vaduz: 1970, 1982 et 1993. [Histoire des boissons fermentées].
- 1939. Die pflanzliche Ernährung in Hungerszeiten, auf Grund von eigenen Erfahrungen in Osteuropa. In: Mitteilungen der Berner Naturforschenden Gesellschaft für das Jahr1939. pp. 50-68. [L'alimentation végétale en temps de famine, sur la base d'expériences personnelles en Europe de l'Est].
- 2019. Histoire de l'alimentation végétale depuis la préhistoire jusqu'à nos jours. Trad. par F. Gidon. Préface de Claude Aubert. Introduction et compléments de Michel Chauvet. Fac-simile de l'édition de 1932. Paris, Ulmer (Collection : Vieilles Racines et Jeunes Pousses). 688 p.  (ISBN 9782841389148)

## Source
- (de) Cet article est partiellement ou en totalité issu de l’article de Wikipédia en allemand intitulé « Adam Maurizio » (voir la liste des auteurs).